# Metropolie Denver
Metropolie Denver je jedna z metropolií americké archiepiskopie Konstantinopolského patriarchátu.

## Historie a území
Počátek metropolie sahá k vytváření farností patriarchátu v USA. Do roku 1968 bylo území současné metropolie pod jurisdikcí eparchie San Francisco.
Roku 1968 bylo na území vytvořen Osmý arcibiskupský okruh. Původně okruh sídlil v New Orleans, Houstonu, Texasu a od roku 1974 v Denveru.
Dne 15. března 1979 byl okruh přeměněn na samostatnou eparchii.
Dne 20. prosince 2002 eparchie získala statut metropolie.
Zahrnuje státy Colorado, Idaho, Kansas, Louisiana, Missouri, Montana, Nebraska, Nové Mexiko, Severní Dakota, Oklahoma, Jižní Dakota, Texas, Utah a Wyoming.

## Seznam biskupů a metropolitů

### Osmý arcibiskupský okruh
- 1960–1965 Silas (Koskinas)
- 1967–1970 Iakovos (Pililis)
- 1971–1978 Ioannis (Kalos)
- 1978–1979 Antonios (Georgiannakis)

### Eparchie denverská
- 1979–1982 Kallistos (Samaras)
- 1982–1983 Filippos (Koutoufas)
- 1983–1987 Anthimos (Drakonakis)
- 1988–1991 Kallistos (Samaras)
- 1992–2002 Isaias (Chronopoulos)

### Metropolie Denver
- od 2002 Isaias (Chronopoulos)